# ایهالا گانگاما
ایهالا گانگاما (به لاتین: Ihala Ganegama) یک منطقهٔ مسکونی در سری‌لانکا است که در استان جنوبی (سری‌لانکا) واقع شده‌است.